# Richard Gruner

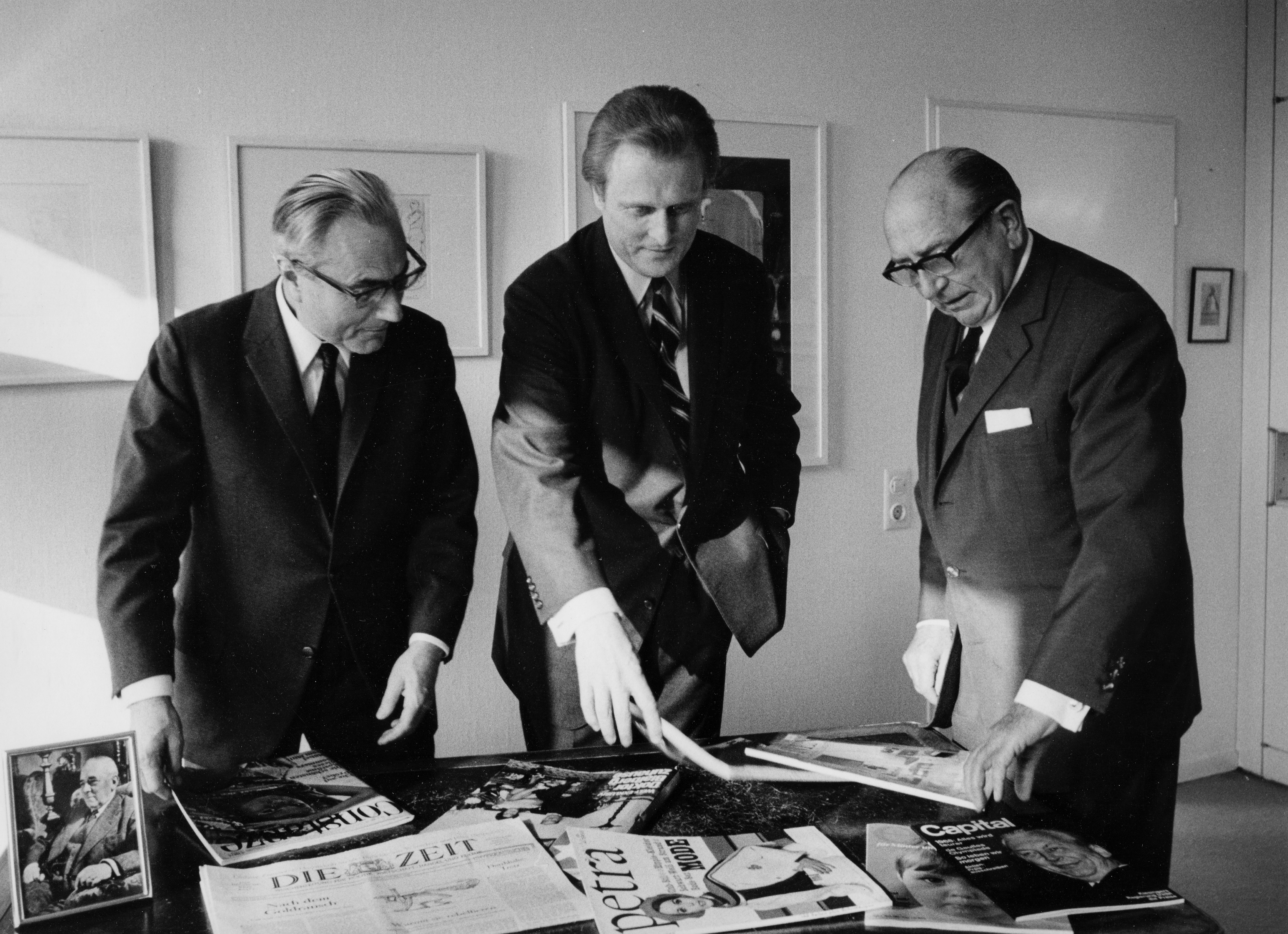
V. l. n. r.: Gerd Bucerius, Richard Gruner und John Jahr (1968)

Richard Gruner (* 25. Dezember 1925 in Hamburg; † 13. Januar 2010 in Vaduz, Liechtenstein) war ein deutscher Unternehmer und Verleger.

## Leben
Richard Gruner war der Sohn des Druckereibesitzers Richard Gruner sen., der seine Druckerei Gruner & Sohn in Itzehoe führte. Er machte nach der Schule eine kaufmännische Ausbildung und trat dann in das väterliche Unternehmen ein. Nach dem Unfalltod seines Vaters 1946 führte er nach Abschluss seiner Ausbildung das Familienunternehmen mit sieben Mitarbeitern weiter. Der Vater hatte vor seinem Tod noch in eine Tiefdruckrotationsmaschine investiert, die den Druck von Zeitschriften ermöglichte. 1950 beteiligte sich Richard Gruner mit 12,5 Prozent am Henri-Nannen-Verlag, der zum wichtigsten Kunden von Gruner & Sohn avancierte. Dessen Zeitschrift Stern wurde als eine der ersten Zeitschriften in Gruners Druckerei in Itzehoe gedruckt. 1961 kaufte Richard Gruner von John Jahr 25 Prozent der Gesellschafteranteile am Spiegel-Verlag für 3,2 Millionen DM und wurde dessen Geschäftsführer. 1965 fusionierte Richard Gruner seine Firmen mit den Verlagen John Jahr sen. und Gerd Bucerius zur Gruner + Jahr GmbH & Co., dem damals nach dem Axel Springer Verlag zweitgrößten deutschen Verlagshaus. Daran wurde Richard Gruner mit 39,5 Prozent, John Jahr mit 32,25 Prozent und Gerd Bucerius mit 28,25 Prozent beteiligt. Aufgrund des Zusammenschlusses musste Richard Gruner die Geschäftsführung des Spiegel-Verlags abgeben.
Um einen Rechtsstreit mit Spiegel-Gründer Rudolf Augstein zu beenden, verkaufte Richard Gruner seine Spiegel-Beteiligung an diesen für einen geschätzten Kaufpreis von 40 Millionen DM. Im Februar 1969 verkaufte Richard Gruner zunächst 14,5 Prozent an der Gruner + Jahr GmbH & Co. KG für 50 Millionen Euro an seine Mitgesellschafter. Obwohl auch andere Verlage wie der Heinrich Bauer Verlag und die WAZ-Mediengruppe Interesse an Gruners restlichen Anteilen angemeldet hatten, verkaufte er im Mai 1969 die verbleibenden 25 Prozent ebenfalls an John Jahr und Gerd Bucerius. Nach seinem Ausstieg hielten John Jahr und Gerd Bucerius danach kurzzeitig je 37,5 Prozent. Sie verkauften wenige Tage nach dem Kauf der Gruner-Anteile die 25 Prozent an Reinhard Mohns Bertelsmann Verlag.
Richard Gruner heiratete 1959 Flora Freiin von Langen und verlegte 1968 seinen Wohnsitz nach Vaduz im Fürstentum Liechtenstein.